# NGC 4001
NGC 4001 é uma galáxia elíptica (dE4) localizada na direcção da constelação de Ursa Major. Possui uma declinação de +47° 20' 07" e uma ascensão recta de 11 horas, 58 minutos e 06,7 segundos.
A galáxia NGC 4001 foi descoberta em 13 de Abril de 1852 por William Parsons.